# 牧島町
牧島町（まきしままち）は、長崎市の東部に位置する町である。

## 地理
牧島の島名は江戸期に佐賀藩諫早領の牧場があったことに因む。
橘湾に面しており、戸石町の南方海上500メートルに位置する牧島全域と周辺の岩礁からなる。戸石町（長崎県本土）とは牧戸橋で結ぶ。南は橘湾に面する。長崎火山岩類の安山岩が主で、東部は玄武岩から構成されている。

## 沿革
- 1889年 - 町村制が施行され、北高来郡戸石村が発足。当地は、牧島名と呼ばれた。
- 1955年2月11日 - 戸石村が「西彼杵郡矢上村」・「北高来郡古賀村」ともに新設合併し、西彼杵郡東長崎町牧島名となる。
- 1963年4月20日 - 長崎市に編入され、長崎市牧島名となる。
- 1969年 - 牧戸橋が完成し、陸続きとなる。
- 1971年 - 新町名設置により長崎市牧島町となる。

## 主な産業
橘湾で捕獲されたマダイの養殖業とイチゴ栽培が盛んで、市場は長崎市内が中心である。
観光要素としては、島の東部に位置する国指定跡の曲崎古墳群やペーロンの開催などがある。

## 牧島震洋基地
昭和20年4月、同町に川棚突撃第三特攻隊が配備された。はじめは兵舎などはなかったが7月初旬に第四二震洋隊に基地移動が命じられ、牧島震洋隊基地が設置された。配属されたのは第四二震洋隊 高橋部隊。士官7名・添乗員50名・本部付21名・整備隊員37名・基地隊員74名の総員189名。既に基地壕は崩壊しており残っていない。